# Zawady Małe (powiat olecki)
Zawady Małe (niem. Klein Sawadden) – osada leśna w Polsce, położona w województwie warmińsko-mazurskim, w powiecie oleckim, w gminie Kowale Oleckie.
W latach 1975–1998 osada administracyjnie należała do województwa suwalskiego.

## Nazwa
16 lipca 1938 r. w miejsce zwyczajowej nazwy Klein Sawadden wprowadzono urzędową nazwę Kleinschwalgenort.
28 marca 1949 r. ustalono urzędową polską nazwę miejscowości – Zawady Małe, określając drugi przypadek jako Zawad Małych, a przymiotnik – zawadzki.